# Niphetogryllacris kilimandjaricus
Niphetogryllacris kilimandjaricus är en insektsart som först beskrevs av Sjöstedt 1909.  Niphetogryllacris kilimandjaricus ingår i släktet Niphetogryllacris och familjen Gryllacrididae. Inga underarter finns listade i Catalogue of Life.